# Sibirsko federalno okrožje
Sibirsko federalno okrožje (rusko Сиби́рский федера́льный о́круг, latinizirano: Sibirskij federal'nyj okrug) je eno od osmih federalnih okrožij Rusije. Po popisu iz leta 2010 je na območju 4.361.800 kvadratnih kilometrov živelo 17.178.298 prebivalcev. Federalno okrožje bi bila 7. največja država na svetu. Celotno federalno okrožje leži znotraj Severne Azije.
Okrožje je bilo ustanovljeno s predsedniškim odlokom 13. maja 2000 in pokriva približno 30 % celotne površine Rusije. Novembra 2018 sta bila Republika Burjatija in Zabajkalski okraj izločena iz Sibirskega federalnega okrožja in dodana Daljnovzhodnemu federalnemu okrožju v skladu z odlokom, ki ga je izdal ruski predsednik Vladimir Putin.

## Demografija

### Federalni subjekti
Okrožje obsega zahodnosibirsko (del) in vzhodnosibirsko gospodarsko regijo ter deset federalnih subjektov:
| Sibirsko federalno okrožje | Sibirsko federalno okrožje | Sibirsko federalno okrožje | Sibirsko federalno okrožje | Sibirsko federalno okrožje | Sibirsko federalno okrožje | Sibirsko federalno okrožje  | Sibirsko federalno okrožje |
| #                          | Zastava                    | Grb                        | Federalni subjekt          | Površina km2               | Št. prebivalcev (2010)     | Glavno mesto Upravni center | Zemljevid                  |
| -------------------------- | -------------------------- | -------------------------- | -------------------------- | -------------------------- | -------------------------- | --------------------------- | -------------------------- |
| 1                          |                            |                            | Republika Altaj            | 92.900                     | 206.168                    | Gorno-Altajsk               |                            |
| 2                          |                            |                            | Altajski okraj             | 168.000                    | 2.419.755                  | Barnaul                     |                            |
| 3                          |                            |                            | Irkutska oblast            | 774.800                    | 2.248.750                  | Irkutsk                     |                            |
| 4                          |                            |                            | Kemerovska oblast          | 95.700                     | 2.763.135                  | Kemerovo                    |                            |
| 5                          |                            |                            | Krasnojarski okraj         | 2.366.800                  | 2.828.187                  | Krasnojarsk                 |                            |
| 6                          |                            |                            | Novosibirska oblast        | 177.800                    | 2.665.911                  | Novosibirsk                 |                            |
| 7                          |                            |                            | Omska oblast               | 141.100                    | 1.977.665                  | Omsk                        |                            |
| 8                          |                            |                            | Tomska oblast              | 314.400                    | 1.047.394                  | Tomsk                       |                            |
| 9                          |                            |                            | Republika Tuva             | 168.600                    | 307.930                    | Kizil                       |                            |
| 10                         |                            |                            | Republika Hakasija         | 61.600                     | 532.403                    | Abakan                      |                            |

### Religija in etnična pripadnost
| Religija v Sibirskem zveznem okrožju od leta 2012 (Sreda Arena Atlas) | Religija v Sibirskem zveznem okrožju od leta 2012 (Sreda Arena Atlas) | Religija v Sibirskem zveznem okrožju od leta 2012 (Sreda Arena Atlas) | Religija v Sibirskem zveznem okrožju od leta 2012 (Sreda Arena Atlas) | Religija v Sibirskem zveznem okrožju od leta 2012 (Sreda Arena Atlas) |
| --------------------------------------------------------------------- | --------------------------------------------------------------------- | --------------------------------------------------------------------- | --------------------------------------------------------------------- | --------------------------------------------------------------------- |
|                                                                       |                                                                       |                                                                       |                                                                       |                                                                       |
| Ruska pravoslavna Cerkev                                              | Ruska pravoslavna Cerkev                                              |                                                                       | 28.9%                                                                 | 28.9%                                                                 |
| Druge Vzhodne pravoslavne cerkve                                      | Druge Vzhodne pravoslavne cerkve                                      |                                                                       | 1.9%                                                                  | 1.9%                                                                  |
| Drugo krščanstvo                                                      | Drugo krščanstvo                                                      |                                                                       | 5.2%                                                                  | 5.2%                                                                  |
| Islam v Rusiji                                                        | Islam v Rusiji                                                        |                                                                       | 1.4%                                                                  | 1.4%                                                                  |
| Budizem v Rusiji                                                      | Budizem v Rusiji                                                      |                                                                       | 1.2%                                                                  | 1.2%                                                                  |
| Domače vere                                                           | Domače vere                                                           |                                                                       | 1.6%                                                                  | 1.6%                                                                  |
| Duhovno ne pa versko                                                  | Duhovno ne pa versko                                                  |                                                                       | 33.2%                                                                 | 33.2%                                                                 |
| Ateizem in neverni                                                    | Ateizem in neverni                                                    |                                                                       | 18.7%                                                                 | 18.7%                                                                 |
| Drugo in neprijavljeno                                                | Drugo in neprijavljeno                                                |                                                                       | 7.9%                                                                  | 7.9%                                                                  |

Po raziskavi iz leta 2012 28,9 % prebivalstva sedanjih federalnih subjektov Sibirskega federalnega okrožja (razen Burjatije in Zabajkalskega okraja) pripada Ruski pravoslavni cerkvi, 5,2 % je nepovezanih generičnih kristjanov, 1,9 % je pravoslavnih vernikov, ki ne pripadajo nobeni cerkvi ali se drži drugih (neruskih) pravoslavnih cerkva, 1,4 % je privržencev islama, 1,2 % je privržencev budizma in 1,6 % se drži neke domače vere, kot so rodnoveri, tengrizem ali tuvanski šamanizem. Poleg tega se 33,2 % prebivalcev izjavlja za »duhovne, a ne religiozne«, 18,7 % je ateistov, 7,9 % pa sledi drugim religijam ali pa na vprašanje ni odgovorilo. 
Etnična sestava po popisu 2010:
Skupaj – 19.256.426
- Rusi – 16.542.506 (85,91 %)
- Burjati – 442.794 (2,30 %)
- Tuvanci – 259.971 (1,35 %)
- Ukrajinci – 227.353 (1,18 %)
- Tatari – 204.321 (1,06 %)
- Nemci – 198.109 (1,03 %)
- Kazahstanci – 117.507 (0,61 %)
- Altajci – 72.841 (0,38 %)
- Hakasi — 70.859 (0,37 %)
- Armenci – 63.091 (0,33 %)
- Azerbajdžanci – 54.762 (0,28 %)
- Belorusi – 47 829 (0,25 %)
- Uzbekistanci – 41.799 (0,22 %)
- Čuvaši – 40.527 (0,21 %)
- Tadžiki – 32.419 (0,17 %)
- Kirgizi – 30.871 (0,16 %)
- Mordvini – 19.238 (0,10 %)
- Romi – 15.162 (0,08 %)
- Baškirji – 12 929 (0,07 %)
- Šorci – 12 397 (0,06 %)
- Korejci – 11.193 (0,06 %)
- Moldavci – 11 155 (0,06 %)
- Evenki – 10.243 (0,05 %)
- Judje – 9.642 (0,05 %)
- Mari – 9.116 (0,05 %)
- Kitajci — 9.075 (0,05 %)
- Udmurti – 8.822 (0,05 %)
- Poljaki – 8.435 (0,04 %)
- Gruzijci – 7.884 (0,04 %)
- Estonci – 7.112 (0,04 %)
- Dolgani – 5.854 (0,03 %)
- Osebe, ki niso navedle državljanstva – 561.206 (2,91 %)